# Banyeres del Penedès
Banyeres del Penedès är en kommun i Spanien.   Den ligger i provinsen Província de Tarragona och regionen Katalonien, i den östra delen av landet, 400 km öster om huvudstaden Madrid. Antalet invånare är 3 019. Arean är 12,2 kvadratkilometer. Banyeres del Penedès gränsar till Albinyana, Santa Oliva, La Bisbal del Penedès, Llorenç del Penedès, Sant Jaume dels Domenys, L'Arboç och Bellvei. 
Terrängen i Banyeres del Penedès är platt.